# Họ Ngao vỏ tím
Họ Ngao vỏ tím, tên khoa học Psammobiidae, là một họ ngao nước mặn cỡ trung bình, thân mềm hai mảnh vỏ ở biển thuộc bộ Cardiida.

## Phân loại
Các chi này được Cơ sở dữ liệu sinh vật biển chấp nhận:
- Asaphis Modeer, 1793
- Gari Schumacher, 1817
- Heterodonax Mörch, 1853
- Heteroglypta Martens in Möbius, 1880
- Nuttallia Dall, 1900
- Psammosphaerica Jousseaume, 1894
- Psammotella Herrmannsen, 1852
- Sanguinolaria Lamarck, 1799
- Soletellina Blainville, 1824